# Бессалько, Павел Карпович
Павел Карпович Бессалько (1887, Екатеринослав — 1920, Харьков) — российский писатель, поэт и драматург. Один из зачинателей пролетарской прозы.

## Биография
Родился в семье грузчика. Окончил два класса церковно-приходской школы. В 1902 поступил учеником в слесарный цех железнодорожных мастерских.
С 1904 активно участвовал в революционном движении, член РСДРП, меньшевик. За революционную деятельность преследовался царскими властями, подвергался арестам. В 1907 году был арестован и два года находился в Екатеринославской тюрьме, отличавшейся особенно жестоким режимом. Затем сослан на вечное поселение в Енисейскую губернию. В 1910 бежал из ссылки за границу — в Вену, а потом во Францию. С 1911 работал на предприятиях Парижа. В эмиграции сблизился с литераторами А. В. Луначарским, М. Герасимовым и А. Гастевым и заинтересовался вопросами пролетарской культуры. Написал повесть о сибирской ссылке.
В эмиграции также написал роман «Катастрофа», книгу легенд «Алмазы Востока».
После Февральской революции П. Бессалько примкнул к большевикам, стал членом РКП(б). После возвращения в Екатеринослав, работал некоторое время в железнодорожных мастерских. Затем переехал в Петроград.
В столице при поддержке Луначарского стал одним из организаторов и руководителей Пролеткульта, редактировал журнал «Грядущее», совместно с А. А. Мгебровым создал и возглавил театр «Художественная арена Петропролеткульта», впоследствии — Рабочий революционный героический театр в Петрограде. Много писал.
Участник гражданской войны. В 1919 был мобилизован на фронт, где редактировал газету 13-й армии «Красный воин».
Умер в марте 1920 года в Харькове от сыпного тифа.

## Творчество
П. Бессалько — пионер пролетарской прозы, один из первых теоретиков пролетарского литературного движения 1918—1919. Опубликовал в журнале «Грядущее» шесть статей по вопросам пролетарской культуры и литературы.
Сторонник полного отказа от исторического культурного наследства («не нужно преемственной связи»).
Произведения автора отличает схематизм персонажей, склонность к драматизму, к предельному динамизму, к авантюрности сюжета, что породило внешние мелодраматические эффекты, нагромождение ужасов, высокопарность фраз и т. д. в манере бульварной литературы.
В 1918 написал пьесу «Каменщик» — о рабочем-каменщике, стремящемся к овладению знаниями и культурой, а после свершения революции строящем башню-коммуну. Пьеса отличалась схематизмом, мелодраматическими эффектами. Была поставлена «Ареной Пролеткульта» в том же году режиссёром А. А. Мгебровым в форме массового аллегорического зрелища.

## Избранная библиография
Автор сборников стихов, повестей и романов, в которых звучит отмеченная А. Луначарским «упоенная влюбленность в свой собственный класс, связанная с враждой и презрением ко всему непролетарскому». :
- повести
  - «Детство Кузьки» (1918);
  - «К жизни» (1919);
- романы
  - «Бессознательным путём»;
  - «Катастрофа» (оба — 1918, объединены в романе «Кузьма Даров», (1926);
- сборника стилизованных легенд «Алмазы Востока» (1916);
- книги стихотворений в прозе «Песни садовника» (1921);
- пьеса «Каменщик» (1918);
- сборник стихов «Проблемы пролетарской культуры» (1919, совместно с Ф. И. Калининым) и др.

Автор ряда статей, одна из которых — «Пролетарские поэты», дает общую характеристику пролетарской поэзии эпохи Пролеткульта.